# Rudgea cardonae
Rudgea cardonae är en måreväxtart som beskrevs av Julian Alfred Steyermark. Rudgea cardonae ingår i släktet Rudgea och familjen måreväxter. Inga underarter finns listade i Catalogue of Life.